# Akajer
Akajer eller Achaier (grekiska:  Ἀχαιοί, Achaioi) tillhörde de första kända grekiska stammarna och lade grunden till den mykenska civilisationen. Enligt myten härstammade de från Achaios, från vilken de fått sitt namn.
Under mytologisk tid tycks akajerna ha varit dominerande bland de besläktade stammarna, varför akajer i Homeros Iliaden är ett av samlingsnamnen på de greker som belägrade Troja. De torde ursprungligen ha varit bosatta i sydöstra Thessalien och på Peloponnesos. Under de stora omvälvningar som åtföljde den doriska vandringen sägs akajerna, som undanträngts från sina besittningar på Peloponnesos, till en del ha utvandrat till Mindre Asien och till en del slagit sig ned i halvöns förut av joner bebodda norra kustlandskap, vilket därefter fick namnet Achaia. Indelningen i tolv småstater eller kantoner bibehölls från jonisk tid. Staternas styrelseform var till en början monarkisk, men övergick snart till en moderat demokrati. Föreningen mellan staterna tycks ha varit tämligen lös, och huruvida någon bland dem eller deras härskare utövat något slags supremati över de övriga är inte fullt utrett.
I Greklands allmänna statsliv har de under äldre tid inte ingripit, och verkar ha försökt leva i avskildhet. I längden kunde de dock inte undgå att dras in i de grekiska stormakternas strider. Under peloponnesiska kriget och tiden därefter fanns de mestadels på Spartas sida, troligtvis såsom mera tvungna än frivilliga bundsförvanter. 
Under den senare delen av 300-talet f.Kr. stred de vid sidan av atenarna och andra mot de makedoniska erövrarna, och under diadochtidens våldsamma slitningar fick de i likhet med de flesta greker utstå krig och förtryck från de växlande makedoniska härskarna. Den gamla achaiska förbundsstaten som sådan gick därvid sin undergång till mötes.

## Achaiska förbundet
280 f.Kr. revolterade några av städerna mot ockupationen, och gav därmed uppslaget till det nya, efter hand långt över Achaias gränser vidgade, Achaiska förbundet, som tog en framstående plats i Greklands sista frihetsstrider. Hur stor betydelse förbundet hade visas av att hela det underkuvade Grekland i egenskap av romersk provins erhöll namnet Achaea.